# Papa Gregorio VII
Template:Santo.
Papa Gregorio VII, nato Ildebrando di Soana (Soana, 1015 circa – Salerno, 25 maggio 1085), è stato il 157º papa della Chiesa cattolica dal 22 aprile 1073 alla sua morte.
Inviato giovanissimo a studiare a Roma, entrò in contatto con i valori della riforma cluniacense probabilmente grazie agli insegnamenti di Lorenzo d'Amalfi e Giovanni Graziano, futuro papa Gregorio VI. Divenuto, sotto Papa Leone IX, consigliere papale, iniziò a esercitare una fortissima influenza, tanto che si è spesso arrivati a parlare di "riforma gregoriana" per indicare quella trasformazione in atto nella chiesa del tempo. Il 22 aprile 1073 venne eletto papa per acclamazione, senza seguire le norme canoniche previste, suscitando critiche riguardo alla legittimità che perdureranno per tutto il suo pontificato.
Durante il suo pontificato, Gregorio VII si spese energicamente per combattere la simonia, il nicolaismo e, soprattutto, nell'affermare il primato papale sul potere laico. Scrisse, probabilmente nel 1075, il celebre Dictatus papae, una serie di 27 affermazioni riguardanti diritti e prerogative che nelle sue intenzioni dovevano essere attribuite al papa. La sua ferma intenzione a sottrarre al potere laico il diritto di investitura lo condusse a uno scontro, passato alla storia come "lotta per le investiture", che lo vide contrapposto al re (e futuro imperatore) Enrico IV di Franconia, quest'ultimo desideroso, invece, di ripristinare l'autorità imperiale. La lotta sfociò in eventi drammatici e inediti, con Enrico che arrivò a destituire Gregorio e quest'ultimo a rispondere scomunicandolo. Emblematica la cosiddetta "umiliazione di Canossa" con la quale il giovane imperatore intendeva chiedere il perdono del papa.
La lotta si concluse negativamente per Gregorio che fu costretto a fuggire da Roma e a mettersi in salvo a Salerno grazie alla protezione del normanno Roberto il Guiscardo. Gregorio sarebbe morto in esilio nel 1085, tuttavia la sua azione caparbia aveva oramai impattato profondamente sulla Chiesa e cambiato i rapporti di forza con il potere temporale. Considerato uno dei papi più importanti della storia, contribuì indiscutibilmente al formare l'assetto della Chiesa che, sostanzialmente, permane tutt'oggi, favorendo quel processo di trasformazione che la portò a configurarsi come una monarchia teocratica dal potere centralizzato. Il culto tributatogli sin dalla morte venne ratificato nel 1606 da papa Paolo V, che ne proclamò la santità. La sua memoria liturgica è il 25 maggio.

## Contesto storico

L'Europa intorno al 1030, l'epoca in cui crebbe Ildebrando.

Papa Gregorio VII nacque all'inizio dell'XI secolo, quando il mondo cristiano occidentale stava raggiungendo il culmine di un periodo di relativa stabilità politica e crescita culturale, conosciuto come "rinascimento ottoniano", e di sviluppo economico inquadrato nella cosiddetta "rinascita dell'anno Mille". L'affermazione della dinastia ottoniana con Ottone I di Sassonia, incoronato imperatore nel 962, aveva rafforzato il potere centralizzato andato in crisi con la disgregazione dell'impero carolingio a seguito del trattato di Verdun dell'843. I successori di Ottone I, Ottone II e Ottone III, avevano perseguito l'ideale della renovatio Imperii senza tuttavia avere pienamente successo. Nonostante l'autorità che gli ottoniani seppero imporre, la società europea rimaneva ancora fortemente basata sul sistema feudale, caratterizzato da una frammentazione dei centri di potere. La situazione politica non era cambiata molto nemmeno con l'avvento della dinastia salica, salita al trono imperiale nel 1027 con Corrado II il Salico. Se in Germania il re governava dovendo talvolta fronteggiare i diversi principi locali, spesso molto potenti, nel frattempo l'Italia meridionale era stata da poco conquistata dal popolo dei Normanni, mentre nel regno di Francia dal 987 si era affermata la dinastia capetingia, che al tempo di Gregorio governava su di un territorio molto più piccolo rispetto alla Francia attuale. In Inghilterra, nel 1066, Guglielmo il Conquistatore aveva invece strappato l'isola agli Anglosassoni.

## Dalla nascita al pontificato

### Origini familiari

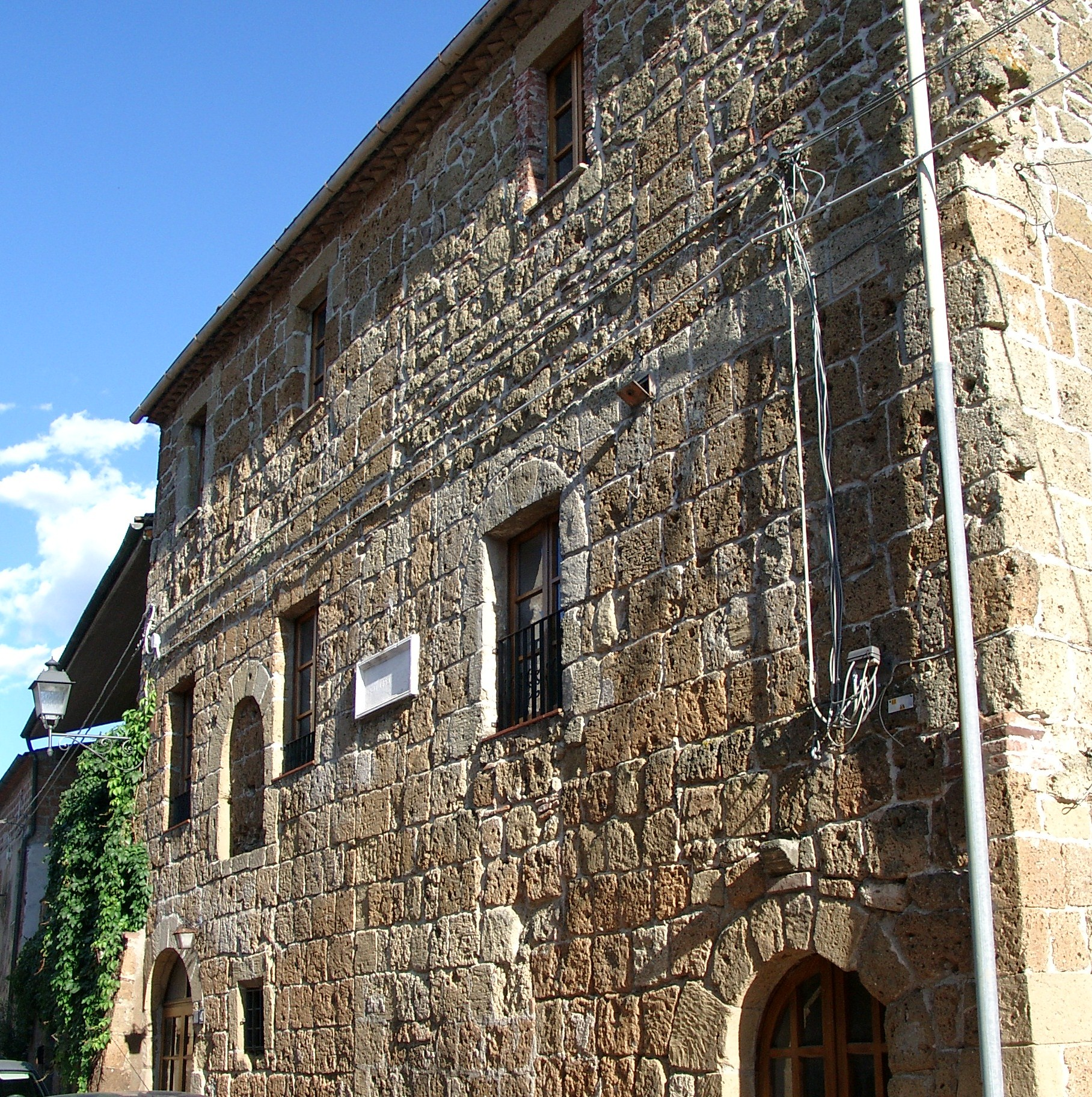
Casa natale di Ildebrando a Sovana.

Pochi e incerti sono i dati sulle origini e sulla condizione sociale della famiglia del futuro papa Gregorio VII. Si sa per certo che nacque in Maremma, a Sovana, in una data imprecisata ma probabilmente da collocarsi tra il 1015 e il 1020. Il suo nome di battesimo, Ildebrando, testimonia la probabile origine germanica della sua famiglia e suo padre si chiamava Bonizone (o Bonizo). Sembra fosse di modesta estrazione e, secondo alcune fonti, intenzionate a mostrare un certo parallelismo con Gesù, suo padre sarebbe stato un falegname.

### Formazione

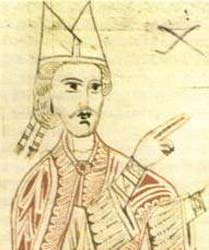
Immagine di Gregorio VII in posizione benedicente (pagina miniata dell'XI secolo).

Il contesto in cui Ildebrando crebbe fu caratterizzato da una vera e propria crisi morale della chiesa (un periodo conosciuto come saeculum obscurum), da tempo screditata dalla pratica dalla compravendita delle cariche ecclesiastiche (detta simonia) e dalla diffusione del concubinato o del matrimonio per gli appartenenti al clero (nicolaismo), situazioni frequenti in particolare in Italia, Germania e Francia. In risposta a tale situazione fin dalla fine del X secolo aveva avuto inizio una profonda riforma della chiesa, partita in particolare dal mondo monastico, che mirava a ottenere una maggiore autonomia rispetto al potere laicale e a imporre una moralizzazione della condotta, sia del clero che del ceto della cavalleria, grazie alle iniziative della pace di Dio e, successivamente, della tregua di Dio. Il movimento riformatore venne largamente sostenuto dalla congregazione cluniacense (originario dell'abbazia di Cluny) ma non solo: protagoniste delle riforma furono anche le abbazie benedettine di Brogne, in Belgio, e di Gorze in Lorena (celebre per la Riforma di Gorze).
Ildebrando venne inviato giovanissimo a studiare a Roma dove suo zio era priore dell'abbazia cluniacense di Santa Maria sull'Aventino, riformata nel X secolo da Oddone da Cluny per volontà di Alberico II di Spoleto. Qui Ildebrando iniziò la sua formazione ecclesiastica diventando, quasi certamente, monaco. Tra i suoi maestri vi fu Lorenzo d'Amalfi e molto probabilmente anche Giovanni Graziano, futuro papa Gregorio VI, un fervente sostenitore della riforma. L'istruzione impartita al giovane fu per lo più mistica piuttosto che filosofica; egli attinse maggiormente ai salmi o agli scritti di papa Gregorio Magno (il cui nome assumeranno lui e il suo maestro una volta divenuti pontefici) rispetto a quelli, ad esempio, di Sant'Agostino.

### Cappellano di Gregorio VI
Quando Gregorio VI salì al trono di San Pietro, al giovane Ildebrando venne affidato l'incarico di cappellano del papa. Il pontificato che ne seguì fu particolarmente turbolento e terminò con l'intervento militare dell'imperatore Enrico III di Franconia in Italia che, il 20 dicembre 1046, in occasione del sinodo di Sutri rimosse il pontefice, accusato di simonia, per imporre al suo posto papa Clemente II. L'anno seguente Ildebrando seguì l'oramai deposto Gregorio VI nel suo esilio in Germania e con lui rimase fino alla sua morte avvenuta nel 1048. Nonostante non fosse stato pienamente convinto di lasciare Roma, la permanenza in Germania si dimostrò per Ildebrando di grande valore formativo, risultando fondamentale per la sua successiva attività ecclesiastica.

### Consigliere dei papi

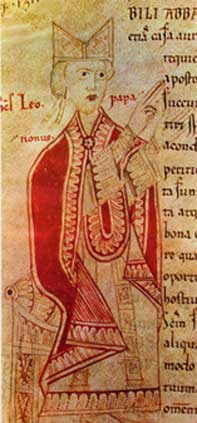
Papa Leone IX.

Nel frattempo, a Roma si erano verificati alcuni eventi controversi: in rapida successione, i due papi designati dall'imperatore, Clemente II e Damaso II, erano morti. Quando, nel 1048, Brunone di Toul venne proclamato papa, Ildebrando lo convinse a togliersi le vesti episcopali per recarsi nella capitale della cristianità come un semplice pellegrino, chiedendo il rinnovo e la conferma della sua nomina al clero e al popolo. I romani accolsero positivamente tale dimostrazione di umiltà e Brunone poté essere elevato, il 1º febbraio 1049, al soglio pontificio con il beneplacito di tutti assumendo il nome pontificale di Leone IX. Su esplicita richiesta del nuovo pontefice, Ildebrando venne invitato a ritornare a Roma, cosa che fece nel 1049 seppur controvoglia, iniziando una carriera che lo porterà a essere uno dei più influenti ecclesiasti.
Infatti, poco dopo l'elezione, venne nominato suddiacono ricevendo l'incarico di amministrare le finanze della Santa Sede, in quel momento cadute in una situazione disastrosa. Grazie a questo incarico, egli poté esercitare un notevole influsso sul papa, tanto che gli storici hanno spesso sottolineato come gli atti più importanti del pontificato di Leone IX furono compiuti solo a seguito del suo parere. L'influenza di Ildebrando non terminò con la morte di Leone ma continuò a essere un autorevole consigliere anche dei successori. In questo modo egli poté essere uno dei protagonisti della riforma in atto, tanto che in seguito alcuni storici la chiameranno "riforma gregoriana", venticinque anni prima che diventasse egli stesso papa. Grazie ai suoi consigli, gli organi di governo pontificio vennero riorganizzati sul modello imperiale e ai cardinali vennero affidati numerosi e importanti incarichi; inoltre, il collegio cardinalizio, una volta riservato esclusivamente agli appartenenti alle famiglie nobiliari romane, venne aperto anche agli "stranieri" a dimostrazione del carattere universale della Chiesa e, nel contempo, sottraendo tali nomine a possibili compravendite.
Nel 1054 Ildebrando venne inviato come legato papale in Francia per indagare sull'eresia di Berengario di Tours il quale affermava che vi fosse solamente una presenza spirituale di Cristo nell'Eucaristia. Berengario venne deferito al Concilio di Tours del 1055, presieduto dallo stesso Ildebrando, in occasione del quale decise di compiere una professione di fede dove riconobbe la transustanziazione del pane e del vino nel corpo e il sangue di Cristo.

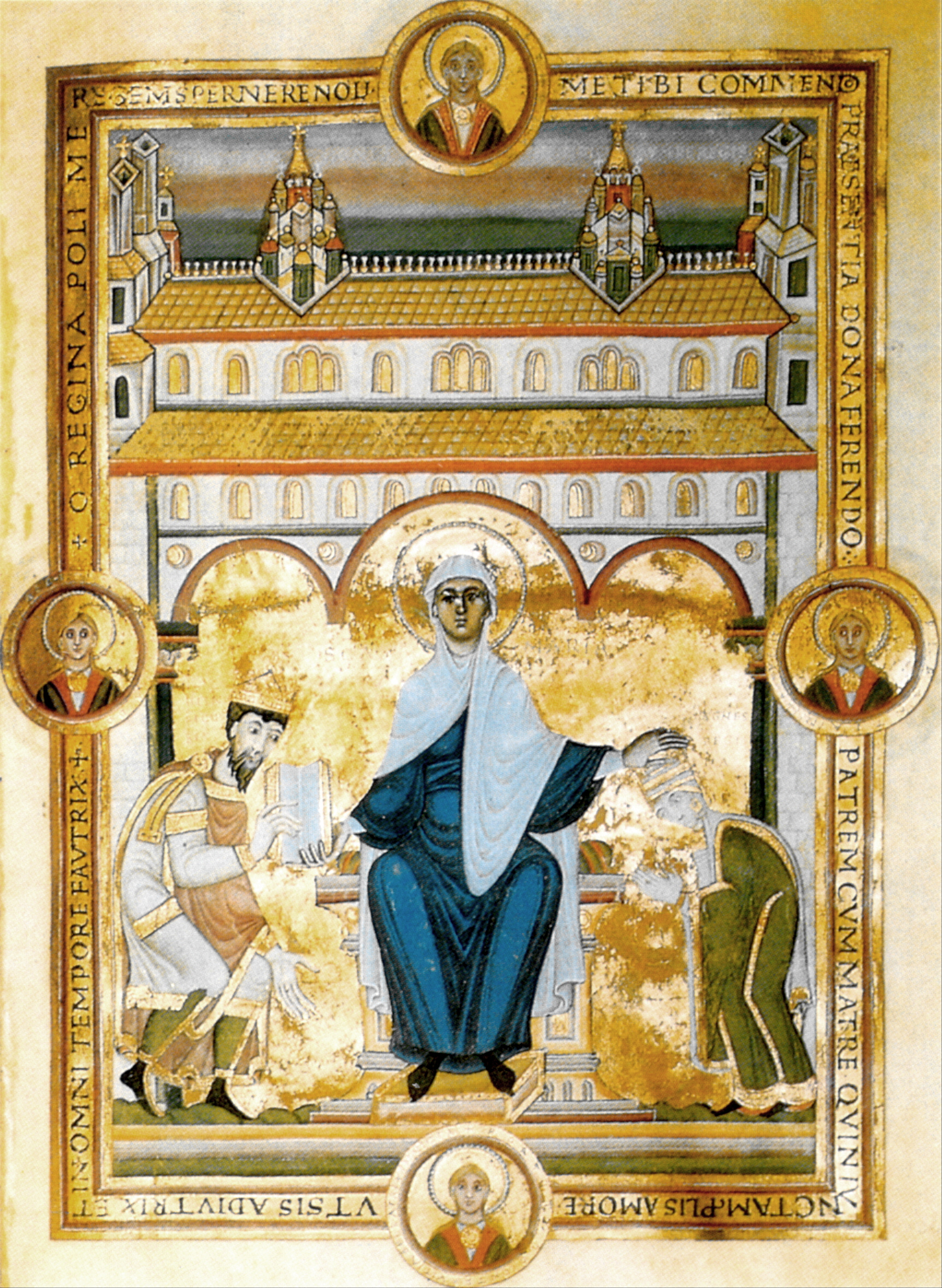
Enrico III e Agnese di Poitou.

Leone IX morì nel 1054 e una delegazione romana a cui appartenne anche Ildebrando si recò alla corte imperiale tedesca per condurre i negoziati per la successione riuscendo, stante il Privilegium Othonis, a convincere Enrico III del Sacro Romano Impero a scegliere Gebhard dei Conti di Calw, poi conosciuto come papa Vittore II, come successore. In questo modo il partito riformatore rimase quindi al potere nella Santa Sede, sebbene il papa continuasse a essere nominato dall'imperatore. A seguito della morte di Enrico, venne eletto imperatore il giovane figlio di 6 anni con il nome di Enrico IV di Franconia, tuttavia fu imposta la reggenza temporanea di Agnese di Poitou, vedova del defunto. Nonostante quest'ultima fosse vicina al movimento cluniacense, la sua debolezza causò delle difficoltà alla causa riformista dovendo ella subire l'influenza dei nobili che la costrinsero a nominare come prelati persone da loro indicate.
Morto Vittore II, nel 1057 venne eletto papa Federico dei duchi di Lorena (Stefano IX) senza previa consultazione della corte imperiale tedesca. Ildebrando e il vescovo di Lucca, Anselmo, vennero inviati in Germania per assicurargli un, seppur tardivo, riconoscimento. Il pontificato di Stefano IX fu comunque breve: morì prima del ritorno di Ildebrando e, con la frettolosa elezione di Giovanni Mincio (antipapa Benedetto X), vescovo di Velletri, l'aristocrazia romana fece un ultimo tentativo per recuperare l'influenza perduta. Il superamento della crisi fu essenzialmente opera di Ildebrando che riuscì a ottenere il sostegno da parte del potente nobile Goffredo il Barbuto che permise l'entrata a Roma di un papa legittimamente eletto nella persona di Gerardo di Borgogna, vescovo di Firenze, con il nome di papa Niccolò II. All'influenza di Ildebrando si devono attribuire anche due importanti indirizzi politici, che caratterizzarono il pontificato di Niccolò II e guidarono l'operato della Santa Sede nel corso dei decenni successivi: il riavvicinamento con i Normanni nell'Italia meridionale e l'alleanza con il movimento pauperistico, e di conseguenza anti-germanico, dei Patarini nell'Italia settentrionale.

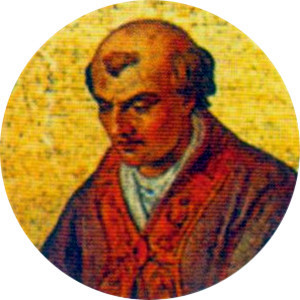
Papa Niccolò II, sotto di lui venne promulgata la bolla In nomine Domini con cui si stabilì che l'elezione del papa fosse esclusiva del collegio cardinalizio.

Tra i suoi primi atti, il nuovo papa fece promulgare la bolla pontificia In nomine Domini che trasferiva l'elezione del papa al Collegio dei cardinali, sottraendola quindi ai nobili e al popolo di Roma. Gli storici ipotizzano che l'effettivo autore di tale decreto fosse in realtà stato lo stesso Ildebrando. Sempre in questo periodo, Ildebrando fu nominato abate di San Paolo fuori le mura, titolo che manterrà anche dopo l'elezione a papa. Gli storici concordano sulla forte personalità di Ildebrando, descritto come uno per cui «non esistevano sfumature, ma solo degli aut-aut, bianco o nero, e il suo carattere brusco gli procurò pochi amici» ma senza dimenticare il suo fervore e passione verso la religione e la sua piena adesione alla riforma a cui dedicò la sua vita. Le sue capacità di influenzare l'ambiente circostante furono ben riconosciute anche dai suoi contemporanei, il teologo Pier Damiani per esempio lo descrisse come «un ferro senza valore, però, come un magnete, in grado di trascinare dietro di sé tutto ciò che incontra» o, ancora come «una tigre che si appresta a spiccare un salto, o a un rigido vento del nord».
Quando Niccolò II morì e gli successe Alessandro II (1061-1073), Ildebrando appariva sempre più come l'anima della politica della curia agli occhi dei suoi contemporanei.

### L'elezione al Soglio
Il giorno successivo alla morte di Alessandro II, avvenuta il 21 aprile 1073, mentre aveva luogo il funerale, il popolo romano acclamò Ildebrando come nuovo papa e, lo stesso giorno, egli venne condotto a San Pietro in Vincoli e legalmente elevato dai cardinali presenti alla dignità pontificia, col nome pontificale di Gregorio VII. Tale modalità di elezione, non prevista dal Decretum in electione papae emanato pochi anni prima, verrà aspramente contestata dagli avversari di Ildebrando, in particolare da Guiberto di Ravenna (futuro antipapa). Gregorio, inoltre, non scrisse al re dei Romani Enrico IV per notificargli la sua elezione non volendo, quindi, riconoscere al potere temporale il diritto di controllare l'elezione pontificia. Il 22 maggio successivo il nuovo papa ricevette l'ordinazione sacerdotale e il 30 giugno la consacrazione episcopale.

## Il pontificato

Durante il suo pontificato, Gregorio VII inviò ben 438 lettere. In questa mappa sono riportate le destinazioni divise per anni.

Per tutto il suo pontificato, Gregorio si spese per proseguire con la riforma della chiesa, combattendo quelle che riteneva le grandi problematiche che la affliggevano, vale a dire la diffusa abitudine del clero di sposarsi o praticare il concubinaggio ("nicolaismo"), la compravendita delle cariche religiose ("simonia") e la consuetudine dell'investitura episcopale (la scelta e nomina dei vescovi e abati) da parte del potere laico; la lotta contro quest'ultima lo porterà a un feroce scontro con l'imperatore Enrico IV di Franconia. Il vastissimo epistolario lasciato da Gregorio VII (438 lettere) illustra quali principii guidarono sin dall'inizio la sua azione riformatrice e sono le fonti storiche fondamentali per ricostruire il suo pontificato. Gran parte di queste lettere, inviate da Gregorio ai potenti del tempo, alle comunità religiose e monastiche e alle comunità civili, sono conservate nel Registrum a cui si devono aggiungere quelle chiamate Epistolae vagantes. Di seguito qualche estratto:
(Lettera a Ugo, abate di Cluny, 22 gennaio 1075)
Se la decadenza della Chiesa era stata determinata in buona misura anche dalla nomina di vescovi indegni, scelti solo in base al contributo versato alle casse reali o imperiali, non bisognava però nascondersi che ciò era dovuto anche alla pusillanimità dei buoni:
(Lettera ai monaci di Marsiglia)
Ecco perciò il dovere di promuovere comportamenti diversi, da un lato incoraggiando vescovi e abati a opporsi alle pratiche simoniache, dall'altro esortando re e alti feudatari a non estorcere denaro: questo è il contenuto di molte lettere dell'epistolario. Occorreva anche dare il buon esempio, cioè sostenere un duro confronto con il giovane re dei Romani Enrico IV, che era circondato da vescovi scomunicati e conscio del fatto che suo padre aveva deposto ed eletto più di un papa. Gregorio non aveva alcuna difficoltà a valutare il pericolo:
(Lettera al vescovo Lanfranco di Canterbury, fine giugno 1073)

### Imposizione del celibato ecclesiastico

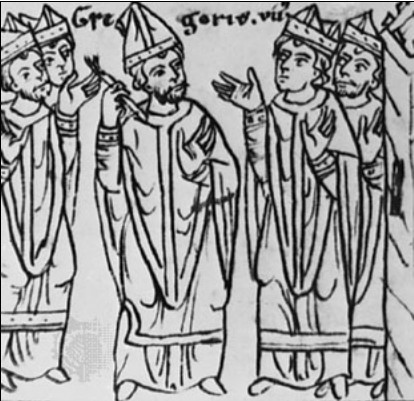
Papa Gregorio VII scomunica l'imperatore Enrico IV.

Tra le sue prime iniziative vi fu la lotta contro il nicolaismo, ovvero la frequente pratica del clero di sposarsi o di praticare il concubinato. Ildebrando considerava il celibato ecclesiastico indissolubilmente parte dell'ideale sacerdotale, ritenendolo essenziale affinché il clero si dedicasse unicamente al ministero della Chiesa, senza le distrazioni di una famiglia e dei legami sociali. Nel sinodo quaresimale del 1075, Gregorio VII arrivò a stabilire che un presbitero, sia che fosse regolarmente sposato che concubinario, dovesse essere sollevato dal suo ministero e privato di qualsiasi beneficio ecclesiastico fino a quando non avesse fatto penitenza e cambiato stile di vita accettando il celibato.
Tali disposizioni furono contestate da molti sacerdoti tedeschi. I vescovi, soprattutto in Germania, non mostrarono alcuna tempestività nel mettere in pratica le decisioni conciliari. Pertanto, il papa, dubitando del loro zelo, ordinò ai duchi di Svevia e di Carinzia di impedire con la forza ai sacerdoti ribelli di officiare. I vescovi Teodorico di Verdun ed Enrico di Spira sostennero che con tale decisione il pontefice aveva indebolito l'autorità episcopale davanti al potere secolare. In un primo momento, l'imperatore Enrico IV, già occupato a fronteggiare la rivolta dei suoi grandi feudatari, cercò di placare il conflitto proponendosi come conciliatore tra i legati pontifici e i vescovi tedeschi.

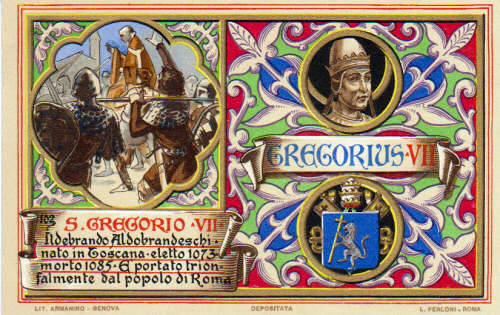
Gregorio VII con la sua arma.

In Spagna, sotto la pressione del legato papale, il concilio di Burgos del 1080 ordinò che i sacerdoti sposati rinunciassero alle loro mogli, ma tale disposizione sarebbe stata messa in pratica solamente nel XIII secolo durante il regno di Alfonso X di Castiglia, in cui si procedette a punire severamente il matrimonio sacerdotale.
In Francia e in Inghilterra le cose si rivelarono ancora più difficili. Il sinodo di Parigi del 1074 dichiarò i decreti romani intollerabili e irragionevoli ("importabilia ideoque irrationabilia") e, anche se il concilio di Poitiers del 1078 accettò le disposizioni del pontefice, i vescovi difficilmente le poterono mettere in pratica, in quanto non poterono disporre dell'indispensabile supporto delle autorità secolari, e così i matrimoni tra ecclesiastici continuarono. Dall'altra parte della Manica, Guglielmo il Conquistatore non fece nulla per applicare la riforma e Lanfranco di Canterbury non poté impedire al concilio di Winchester di autorizzare nel 1076 i preti sposati a mantenere le loro mogli. Il concilio di Londra del 1102, sotto l'ispirazione di Anselmo d'Aosta, ordinò l'annullamento dei matrimoni ma senza prescrivere alcuna sanzione. Il secondo concilio di Londra, tenutosi sei anni più tardi, non ebbe altro risultato se non quello di aggravare il disordine morale nel clero.

### Lotta per le investiture

#### Il confronto con Enrico IV e il sinodo del 1075

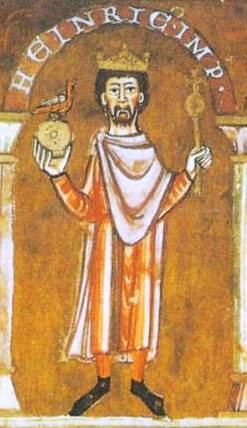
L'imperatore Enrico IV di Franconia in una miniatura nel vangelo dell'abbazia di Sant'Emmerano.

Nei rapporti con i sovrani e i grandi feudatari, Gregorio VII intese tutelare l'indipendenza della Chiesa dal potere laico e per perseguire questo obiettivo intraprese trattative sostenute anche da alcuni vescovi dell'Impero. L'obiettivo di Gregorio fu quello di «imporre alla chiesa un modello organizzativo di stampo monarchico e la desacralizzazione della carica imperiale». Quanto alle relazioni con il Sacro romano impero, dopo la morte di Enrico III la monarchia tedesca si era seriamente indebolita e il figlio Enrico IV aveva dovuto affrontare grandi difficoltà interne. Questa situazione era certamente favorevole al papa.
Gregorio decise di regolare subito una questione di diritto canonico con Enrico prima di procedere alla sua incoronazione a imperatore: cinque consiglieri reali erano scomunicati, ma continuavano a frequentare la corte. Enrico, quindi, acconsentì a sciogliere i rapporti con essi e, nel maggio 1074, fece atto di penitenza a Norimberga alla presenza dei legati papali, giurando obbedienza al papa e promettendo l'appoggio alla riforma della Chiesa. Tale conciliante atteggiamento fu, tuttavia, ben presto abbandonato da Enrico per perseguire l’obiettivo di riaffermare il suo potere.
Nel 1075, in occasione del tradizionale sinodo quaresimale che si teneva a Roma, Gregorio VII lanciò un anatema contro l'investitura degli ecclesiastici da parte dei laici indicandola come peccaminosa. Comunemente si ritiene che tale forte condanna abbia rappresentato il punto di svolta nei rapporti tra il pontefice e la corte tedesca. Noncurante di tali dichiarazioni pontificie e venendo meno agli impegni presi, nel settembre dello stesso anno Enrico IV investì il chierico Tedaldo come arcivescovo di Milano; nominò inoltre i vescovi di Fermo e di Spoleto. Tali atti, intrapresi dall'imperatore con l'obiettivo di crearsi una rete di alti ecclesiastici fedeli, in aperto contrasto con Gregorio, è considerato come l'inizio di quella che passerà alla storia come la "lotta per le investiture".
In risposta all'insubordinazione di Enrico, nel dicembre dello stesso anno Gregorio gli inviò una dura lettera con la quale lo esortava a obbedire:
Gregorio riteneva Enrico colpevole di mancata obbedienza alla Chiesa, in quanto reo di aver investito le diocesi di Milano, Fermo e Spoleto, «ammesso che una chiesa possa essere attribuita o donata da un uomo» a degli sconosciuti senza averne il diritto e, quindi, essendo venuto meno al suo impegno di astenersi dalle investiture ecclesiastiche. Ma la situazione andava ben al di là della mera questione della investiture, la posta in gioco era il destino del dominium mundi, la lotta tra potere sacerdotale e potere imperiale. Già gli storici del XII secolo si accorsero della portata di tali eventi e chiamarono questa controversia Discidium inter sacerdotium et regnum.

#### IlDictatus Papae

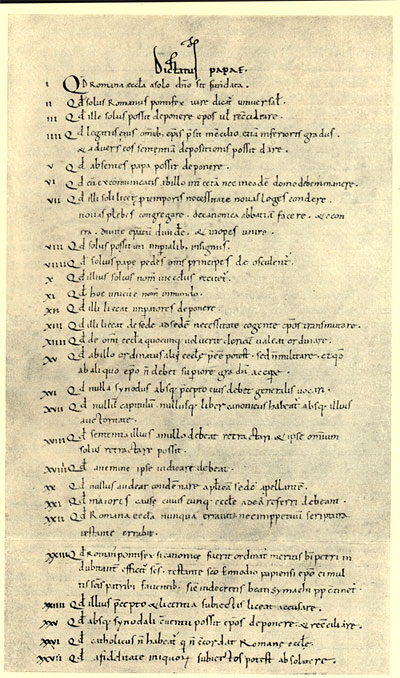
Dictatus Papae.

Si ritiene che nel 1075 Gregorio VII scrisse il celebre Dictatus Papae ("Affermazioni di principio del papa"), una raccolta di ventisette proposizioni numerate, forse un documento programmatico o un indice di un'opera più ampia mai completata, ciascuna delle quali enuncia uno specifico potere o diritto del pontefice romano. In realtà la data esatta di questo lavoro non è certa: la tradizionale collocazione nel 1075 deriva dal fatto che fu inserita fra due missive datate a marzo di quell'anno ma, sebbene non vi siano certezze in tal proposito, non vi sono nemmeno motivi che possano far ritenere tale datazione errata. Questo controverso documento esprime la visione teocratica di Gregorio VII: la superiorità dell'istituto pontificio su tutti i sovrani laici, imperatore incluso, è indiscussa, contrastando così il cesaropapismo, ossia l'interferenza del potere politico nel governo della Chiesa. Secondo tale dettato, l'autorità del pontefice deriva direttamente da Dio «per grazia del principe degli apostoli» (San Pietro), ed è in virtù di questa grazia che il papa esercita il potere assoluto di legare e di sciogliere.
Secondo quanto emerge dal Dictatus, il rapporto tra Stato e Chiesa doveva essere completamente capovolto rispetto allo status quo: non era più l'imperatore ad approvare la nomina del papa, ma era il papa che aveva il diritto di conferire all'imperatore il suo potere ed, eventualmente, a revocarlo. Sempre secondo le dichiarazioni espresse, l'obbedienza alla Chiesa deve essere assoluta, chi non si attiene a ciò viene praticamente considerato un eretico e quindi passibile di scomunica. Alcuni storici hanno evidenziato come lo spirito di questa legislazione sia un tentativo di recupero della dottrina delle due potenze istituita da papa Gelasio I nel V secolo, secondo la quale tutta la cristianità, ecclesiastica e laica, doveva essere soggetta alla magistratura morale del Romano Pontefice; per Gregorio «la dignità apostolica era il sole, quella regia la luna». Il Dictatus papae, qualunque fosse la sua natura (documento programmatico o indice di un'opera più ampia), ben riassumeva i caratteri del processo già in atto, accelerato dalla politica di Gregorio VII, che tendeva alla trasformazione della Chiesa in una monarchia teocratica di fatto, con un forte potere centralizzato, a scapito dell'indipendenza delle diocesi.
Nel 1076, Gregorio VII, nella sentenza di sospensione dei poteri di Enrico IV come re dei Romani e re d'Italia, applicherà gli articoli XII e XXVII del documento.

#### Sinodo di Worms e deposizione di Gregorio

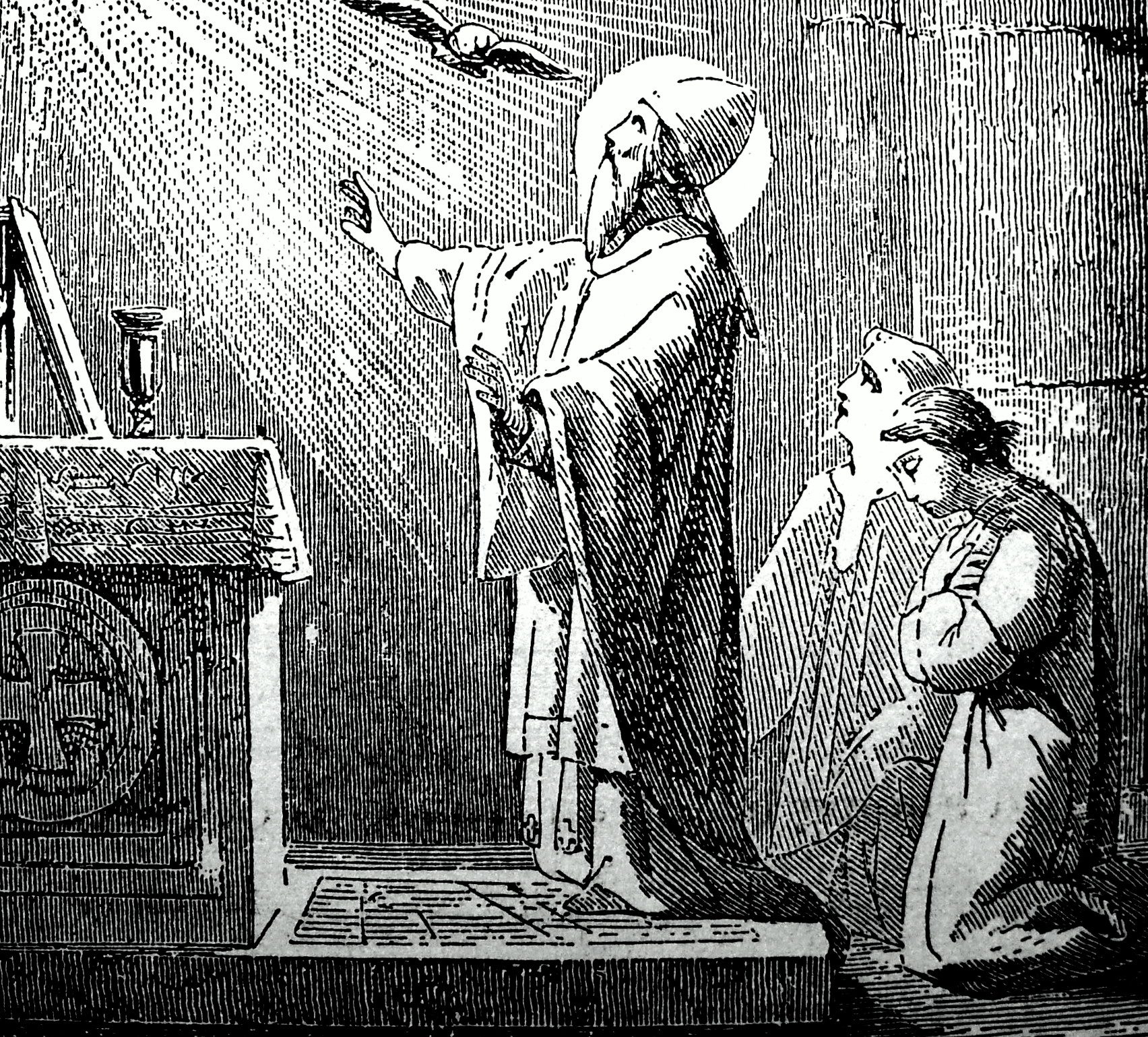
Gregorio VII dice messa, illustrazione del 1878.

Per tutto il 1075, Enrico IV continuò ad impartire le investiture dei vescovi tedeschi, pur non accettando più offerte in denaro. Come detto, lo scontro tra le due istituzioni scaturì dalla nomina dell'arcivescovo di Milano, una sede molto importante per le relazioni tra Chiesa e impero. Essendo la città lombarda tradizionalmente vicina all'imperatore, l'arcivescovo svolgeva spesso un ruolo di mediazione tra papa e re dei Romani. Nel 1074 sia il papa sia Enrico IV avevano approvato la nomina di Attone, un ecclesiastico vicino alla pataria. L'anno dopo, approfittando della debolezza dei patariani, Enrico aveva nominato Tedaldo di Castiglione. Gregorio VII protestò con una dura lettera, datata 8 dicembre 1075, accusando Enrico di aver continuato ad ascoltare i cinque consiglieri scomunicati.
Sul finire del 1075, Gregorio VII subì un attentato: mentre stava celebrando messa nella chiesa ad nivem, l'odierna Santa Maria Maggiore, venne rapito da tale Cencio ma subito dopo liberato grazie all'aiuto dei fedeli. Da ciò, Enrico IV dedusse che il pontefice non avesse più il favore dei romani e che attraversasse un periodo di debolezza. Convinzione rafforzata dalla certezza che il potente Roberto d'Altavilla, scomunicato, non sarebbe intervenuto in difesa del papa in caso di attacco a Roma. Il re tedesco progettò, dunque, di sferrare il colpo decisivo convocando un concilio dei vescovi della Germania a Worms per il 24 gennaio 1076. Gregorio aveva molti nemici tra gli ecclesiastici tedeschi, tra i quali vi era il cardinale Ugo di Remiremont, detto Candido, un tempo dalla sua parte ma ora suo avversario. Al concilio Ugo formulò una serie di accuse nei confronti del papa, accolte favorevolmente dall'assemblea. Nella dichiarazione conclusiva si andò ad affermare che Gregorio non poteva essere considerato papa legittimo e che i vescovi tedeschi non accettavano più il dovere di obbedienza a lui. La sentenza di deposizione gli venne resa nota da una lettera Enrico in cui veniva invitato a dimettersi:
Nella sentenza si faceva riferimento ad un passo della lettera ai Galati di San Paolo, «se qualcuno vi predica un vangelo diverso da quello che avete ricevuto, sia anàtema!», insinuando così che Gregorio potesse essere perfino equiparato ai falsi profeti. Il concilio inviò due vescovi in Italia che ottennero un atto di deposizione da parte dei vescovi lombardi riuniti in un sinodo di Piacenza. I vescovi tedeschi giustificarono la deposizione di Gregorio sostenendo la presunta irregolarità della sua elezione, avvenuta per acclamazione popolare e non secondo i canoni. Si sostenne anche che Gregorio avesse precedentemente giurato che non avrebbe mai accettato l'ufficio papale e che frequentasse intimamente alcune donne, forse un riferimento ai suoi rapporti con la contessa Matilde di Canossa.

#### Sinodo quaresimale del 1076 e la scomunica di Enrico IV

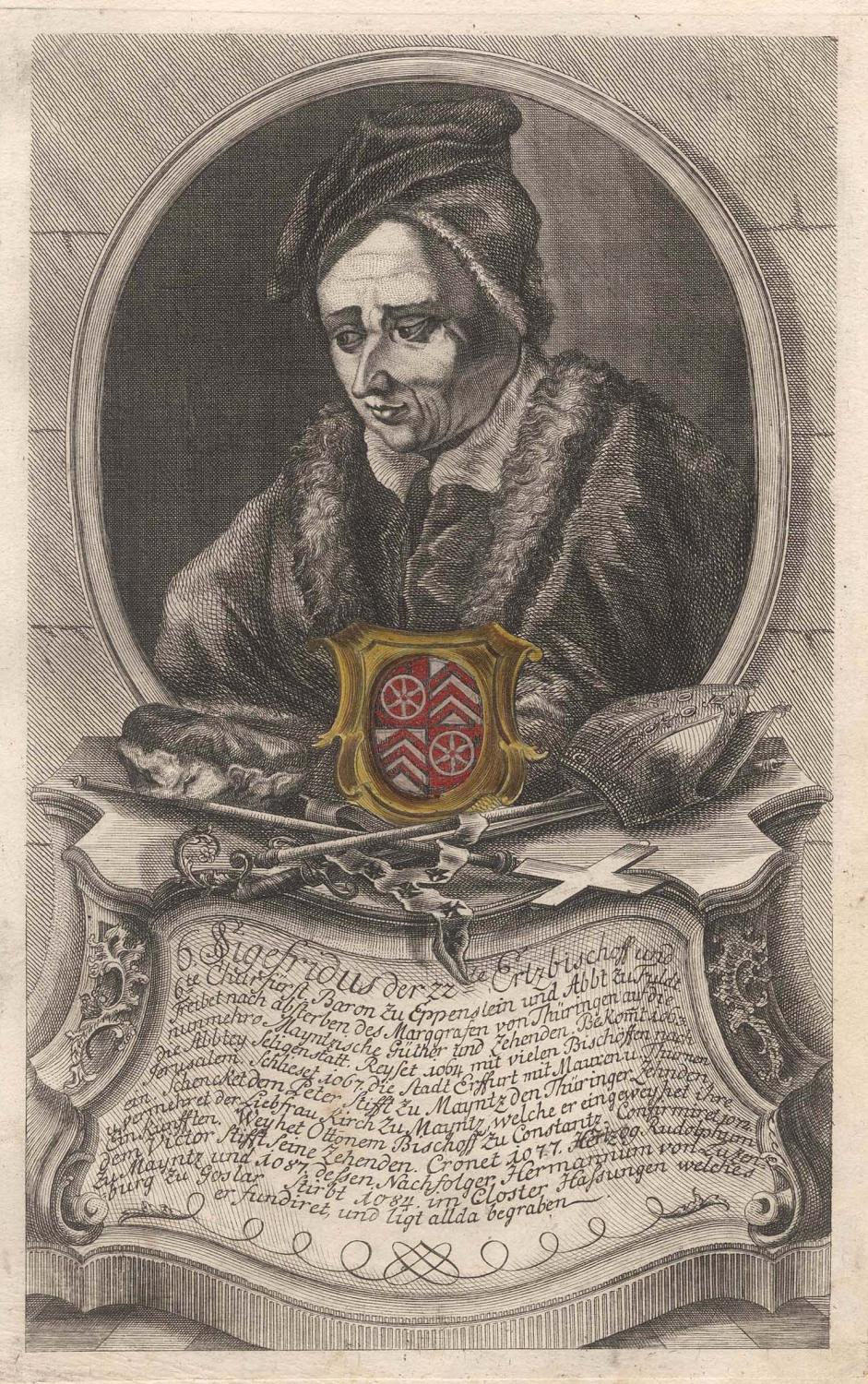
L'arcivescovo Sigfrido I di Magonza, alleato di Enrico IV durante il sinodo di Worms, venne scomunicato da Gregorio VII.

Un chierico della chiesa di Parma, Rolando, informò il papa di queste decisioni durante il tradizionale sinodo quaresimale riunito nella Basilica del Laterano tra il 14 e il 20 febbraio del 1076. La risposta di Gregorio non si fece attendere e il giorno seguente disconobbe i concili scismatici di Worms e Piacenza, scomunicando l'arcivescovo di Magonza Sigfrido I, quale presidente del primo. Rivendicata la legittimità del suo pontificato, pronunciò una sentenza di scomunica contro Enrico IV, spogliandolo della dignità reale e, nel contempo, sciogliendo i suoi sudditi dai giuramenti di fedeltà prestati a suo favore.
Per la prima volta un papa non solo scomunicava un sovrano ma lo inibiva dall'esercizio del suo potere. A differenza di quanto aveva fatto Enrico, peraltro, Gregorio non sancì formalmente la deposizione del monarca, bensì lo considerò sospeso fino a quando non si fosse pentito. Che ciò producesse realmente effetti o che rimanesse una vana minaccia, non dipendeva tanto da Gregorio, quanto dai sudditi di Enrico e, soprattutto, dai principi tedeschi. I documenti dell'epoca suggeriscono che la scomunica del re creò una profonda impressione e divisione tra i cristiani, in quanto si era abituati ad una concezione teocratica e sacra del re.
Il decreto raggiunse Enrico a Utrecht alla vigilia di Pasqua, il 26 marzo. La sua reazione fu immediata: in quello stesso giorno gli rispose con una lettera durissima. Definì Gregorio «non papa, ma falso frate», lo dichiarò deposto e, rivolgendosi ai romani nella sua qualità di patrizio, chiese loro di abbandonarlo ed eleggere un nuovo pontefice.
Trent'anni prima, Enrico III aveva deposto, nel concilio di Sutri, tre papi in conflitto tra loro; il figlio Enrico IV aveva imitato questa procedura, ma non ebbe lo stesso successo. Al contrario, la scomunica di Gregorio produsse in Germania un effetto clamoroso: tra i vescovi tedeschi si assistette a un rapido e generale cambiamento di sentimenti in favore di Gregorio, mentre i principi laici colsero l'opportunità per portare avanti le loro rivendicazioni anti-regali sotto l'aura di rispettabilità fornita dalla decisione papale. Quando il giorno di Pentecoste il re propose di discutere le misure da adottare contro Gregorio in un concilio con i suoi nobili, solo in pochi si presentarono. Una seconda convocazione a Magonza, il 15 giugno, andò deserta. I Sassoni ne approfittarono per risollevarsi e il partito anti-realista accrebbe vieppiù la sua forza. Solo la Lombardia rimase fedele a Enrico.

#### L'incontro di Canossa

Enrico IV penitente di fronte alla contessa Matilde di Canossa e ad Ugo di Cluny.

Il 16 ottobre si riunì a Trebur, cittadina sul Reno in Assia, una dieta di principi e vescovi per esaminare la posizione del re a cui presenziò anche il legato pontificio Altmann di Passavia. I principi dichiararono che Enrico doveva chiedere perdono al papa e impegnarsi all'obbedienza; decisero inoltre che, se entro un anno e un giorno dalla sua scomunica (ovvero entro il 2 febbraio dell'anno seguente) la condanna fosse rimasta ancora in vigore, il trono sarebbe stato considerato vacante. Preoccupato, Enrico IV rilasciò promessa scritta di obbedire alla Santa Sede e di conformarsi alla sua volontà. I principi stabilirono che si sarebbe tenuta nel febbraio 1077 ad Augusta, in Baviera, una dieta generale del regno presieduta del pontefice in persona. In quell'occasione sarebbe stata pronunciata la sentenza definitiva su Enrico.
Gregorio VII ratificò l'accordo e progettò il viaggio in Germania. Enrico, necessitando dell'assoluzione papale, decise di recarsi incontro a Ildebrando e partì in dicembre attraverso le Alpi innevate. Poiché i suoi avversari, Rodolfo di Svevia e Bertoldo I di Zähringen, gli impedivano l'accesso ai passi tedeschi, l'imperatore fu costretto a passare attraverso il passo del Moncenisio.
Il papa era nel frattempo già partito da Roma e l'8 gennaio 1077 giunse a Mantova, nei possedimenti della contessa Matilde. Da qui la contessa lo avrebbe dovuto accompagnare fino alle Chiuse di Verona, dove avrebbe trovato la scorta dei principi tedeschi sino ad Augusta, ma il gelo di quell'anno rallentò il suo viaggio. Gregorio apprese che Enrico era in marcia per incontrarlo e che era stato accolto con entusiasmo dai lombardi, che gli fornirono anche una scorta armata. Il papa, invece privo di protezione armata, non si sentiva al sicuro in Lombardia e quindi decise di arretrare e tornare sui suoi passi fermandosi a Canossa, nel Reggiano, ospite di Matilde.
Grazie all'intercessione della contessa e del padrino di Enrico Ugo di Cluny, Gregorio accettò di incontrare l'imperatore il 25 gennaio 1077, festa della conversione di San Paolo. Le cronache raccontano che Enrico fosse comparso davanti al castello di Canossa in abito da penitente e dopo tre giorni Gregorio gli revocò la scomunica, solamente cinque giorni prima del termine fissato dai principi oppositori. L'immagine di Enrico che si reca a Canossa in atteggiamento di umile penitenza si basa essenzialmente su una fonte principale, Lamberto di Hersfeld, un forte sostenitore del papa e un membro della nobiltà dell'opposizione. La penitenza fu, in ogni caso, un atto formale, compiuto da Enrico, e che il papa molto probabilmente non poteva rifiutare; appare oggi come un'abile manovra diplomatica, che fornì all'imperatore libertà d'azione limitando allo stesso tempo quella del papa. Tuttavia, è certo che, a lungo termine, questo evento infierì un duro colpo alla posizione dell'Impero tedesco.

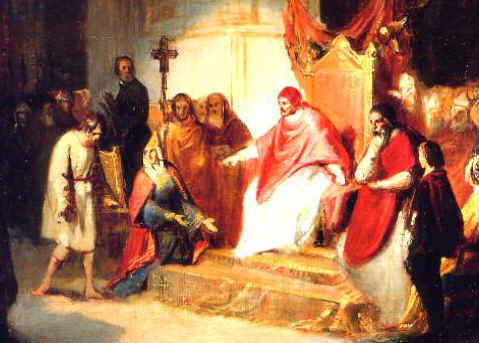
Enrico IV in penitenza di fronte a Gregorio VII a Canossa, in presenza di Matilde, in un dipinto di Carlo Emanuelle.

L'assoluzione dalla scomunica fu comunque l'esito di un negoziato prolungato e avvenne solo dietro l'assunzione di precisi impegni da parte del re. Gregorio VII affermò la suprema autorità papale sul potere laico, attribuendosi l'autorità di stabilire le condizioni in cui esso poteva esercitare il potere e in cui i sudditi erano chiamati a obbedirgli. Fu con riluttanza che Gregorio accettò il pentimento perché, concedendo l'assoluzione, la dieta dei principi di Augusta, nella quale aveva ragionevoli speranze di agire da arbitro, sarebbe diventata inutile o, se fosse riuscita a riunirsi, avrebbe cambiato completamente il suo carattere. Fu comunque impossibile negare il rientro nella Chiesa al penitente, e gli obblighi religiosi di Gregorio scavalcarono gli interessi politici.
La rimozione della condanna non implicò una vera riconciliazione e non vi furono basi per la risoluzione della grande questione in gioco: quella dell'investitura. Un nuovo conflitto era inevitabile per il semplice fatto che Enrico IV, naturalmente, considerava la sentenza di deposizione annullata assieme a quella di scomunica; mentre Gregorio, da parte sua, era intento a riservarsi la propria libertà di azione e non diede nessuno spunto sulla questione a Canossa.

#### L'anti-re e la seconda scomunica dell'Imperatore

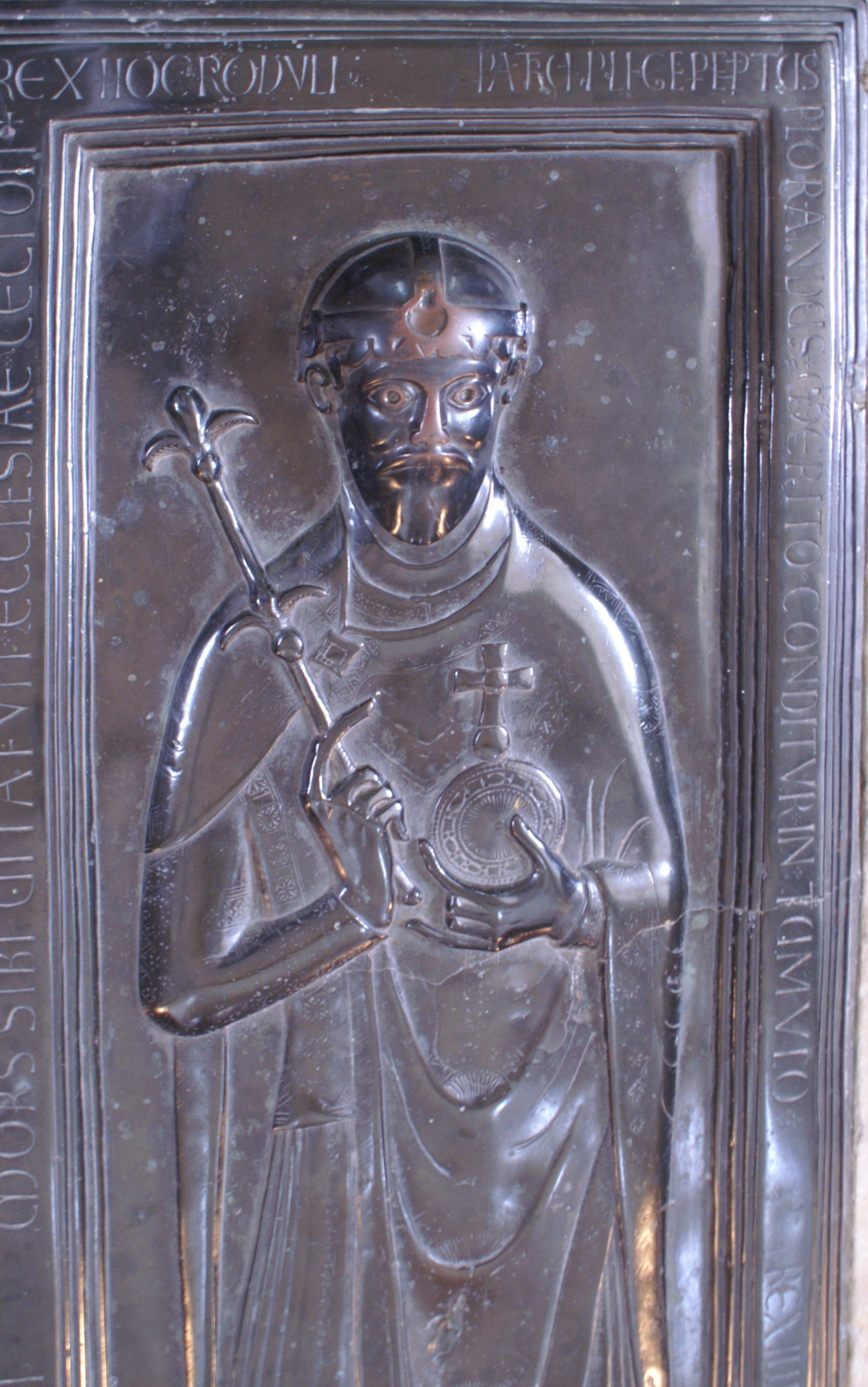
L'anti-re Rodolfo di Svevia.

Mentre Enrico IV era ancora in Italia e stava trattando l'assoluzione dalla scomunica, i nobili tedeschi che gli si opponevano si coalizzarono contro di lui. Non solo essi perseverarono nella loro politica anche dopo l'assoluzione ma arrivarono a insediare, il 15 marzo 1077, un re rivale nella persona del duca Rodolfo di Svevia. I legati papali presenti all'elezione si mostrarono in apparenza neutrali e Gregorio stesso cercò di mantenere questo atteggiamento negli anni seguenti. Tale posizione era facilitata dall'equivalenza che le due fazioni mostravano in quel momento, ognuna alla ricerca di un vantaggio decisivo che portasse il papa dalla propria parte. Tuttavia, tale neutralità gli costò ben presto la perdita di gran parte della fiducia da entrambi i contendenti.

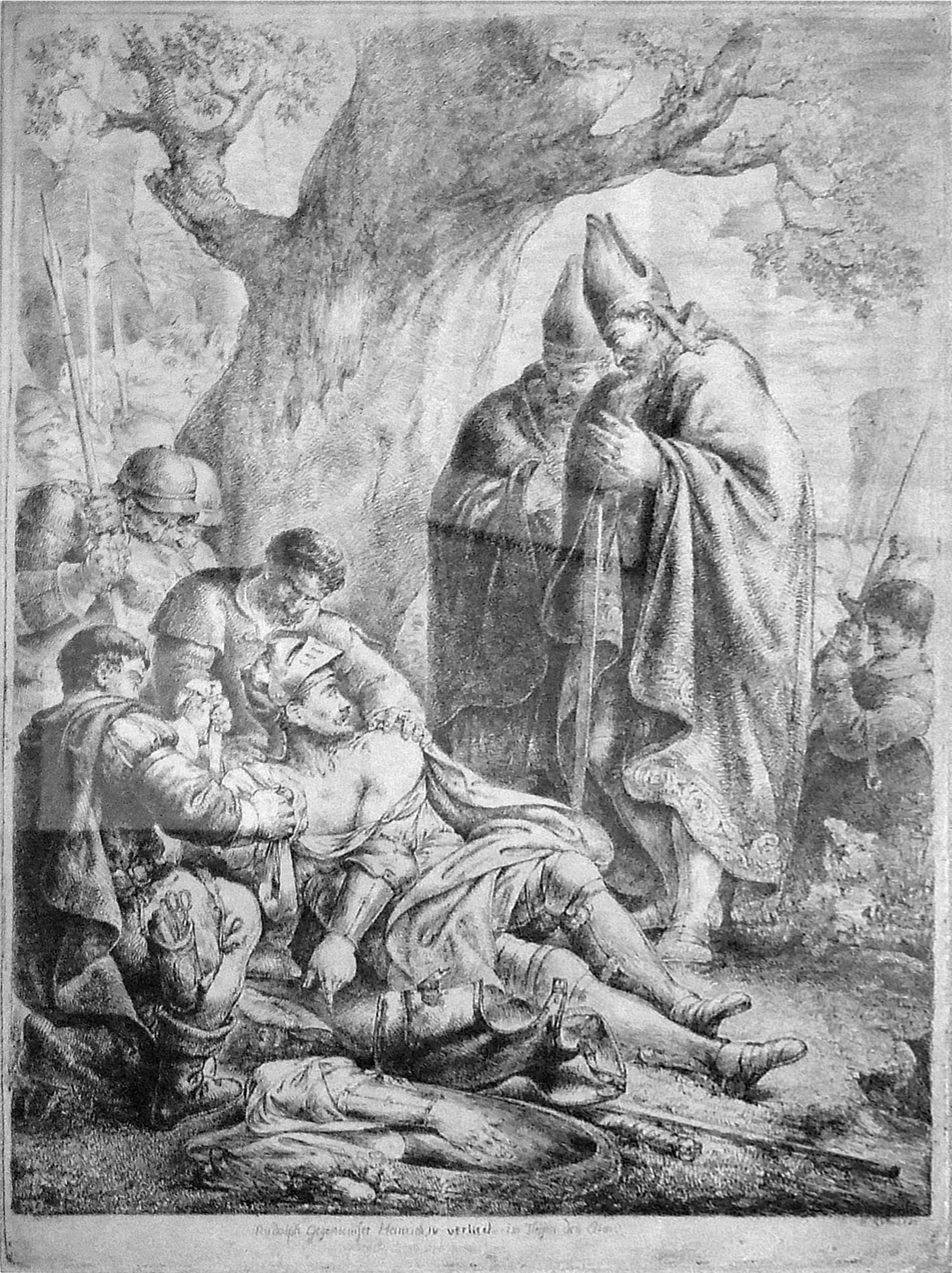
Rodolfo di Svevia ferito a morte.

A giugno, Enrico escluse Rodolfo dall'Impero e iniziò a fronteggiarlo in quella che è comunemente conosciuta come la grande rivolta dei Sassoni subendo fin da subito due sconfitte: il 7 agosto 1078 nella battaglia di Mellrichstadt e il 27 gennaio 1080 in quella di Flarchheim. Di conseguenza, Gregorio scelse di schierarsi con il vincitore, l'anti-re Rodolfo, abbandonando la politica attendista. Il 7 marzo 1080 si pronunciò di nuovo per la deposizione e scomunica di Enrico.
La seconda condanna papale non ebbe però le stesse conseguenze della precedente. Il re, più esperto, affrontò lo scontro con il pontefice con grande vigore rifiutando di riconoscere la condanna sostenendone l'illegalità. Convocò a Bressanone un concilio dell'episcopato tedesco; Ugo Candido fu nuovamente protagonista accusando il pontefice di essere un assassino e un eretico. Il 26 giugno 1080 Enrico IV dichiarò Gregorio deposto e nominò l'arcivescovo Guiberto di Ravenna come nuovo pontefice. Nella battaglia sull'Elster del 14 ottobre successivo, Rodolfo venne colpito a morte.
Nel frattempo il pontefice si era incontrato a Ceprano con il duca normanno Roberto il Guiscardo, a cui era stata ritirata la scomunica del 1075, dove venne stipulato un trattato. Con questo veniva riconsegnato a Roberto il titolo di duca e la Santa Sede rinunciava definitivamente agli ex territori dell'impero bizantino nell'Italia meridionale, acquisendo però un alleato militarmente forte. I Normanni divennero pertanto vassalli del papato, tenuti a versare un pagamento periodico e, soprattutto, a garantire aiuto alla Chiesa per «mantenere, acquisire e difendere i regalia di san Pietro e i suoi possessi [...] a mantenere sicuramente e onorificamente il papato romano».

#### L'imperatore in Italia e il sacco di Roma

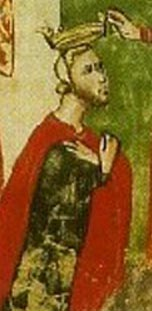
Roberto d'Altavilla, detto "il Guiscardo".

Nel 1081 Enrico, forte della vittoria colta l'anno precedente su Rodolfo, aprì il conflitto contro Gregorio in Italia. Attraversò, quindi, le Alpi e nel febbraio 1082 giunse fino alle porte di Roma dove intavolò trattative infruttuose. Enrico allora tentò di usare la forza appiccando il fuoco alla basilica vaticana, ma non riuscendo nel tentativo decise di ripiegare in Sabina. Con l'anno nuovo, il 1083, Enrico tornò all'attacco e riuscì a varcare le mura della Città leonina costringendo Gregorio VII a rifugiarsi nel Castel Sant'Angelo. Il re rimase a Roma fino all'autunno inoltrato, per poi far ritorno in patria sicuro di avere la capitale della cristianità occidentale nelle proprie mani. Nei mesi successivi, Gregorio VII convocò un sinodo di vescovi in cui non venne scomunicato esplicitamente Enrico, bensì «tutti coloro» che avevano impedito ai vescovi vicini alla Santa Sede di prendervi parte.
Saputo ciò, Enrico entrò nuovamente in Roma il 21 marzo 1084. Tutta la città era in mano sua tranne Castel Sant'Angelo dove continuava a resistere papa Gregorio. Gran parte dei cardinali, tuttavia, avevano voltato le spalle al pontefice e in un concilio in San Pietro, convocato per il 24 marzo per giudicare il papa, Gregorio VII venne scomunicato e deposto. Quindi, a San Giovanni in Laterano Guiberto di Ravenna venne eletto come successore, prendendo il nome di Clemente III. Il 31 marzo Clemente incoronò Enrico IV come imperatore.

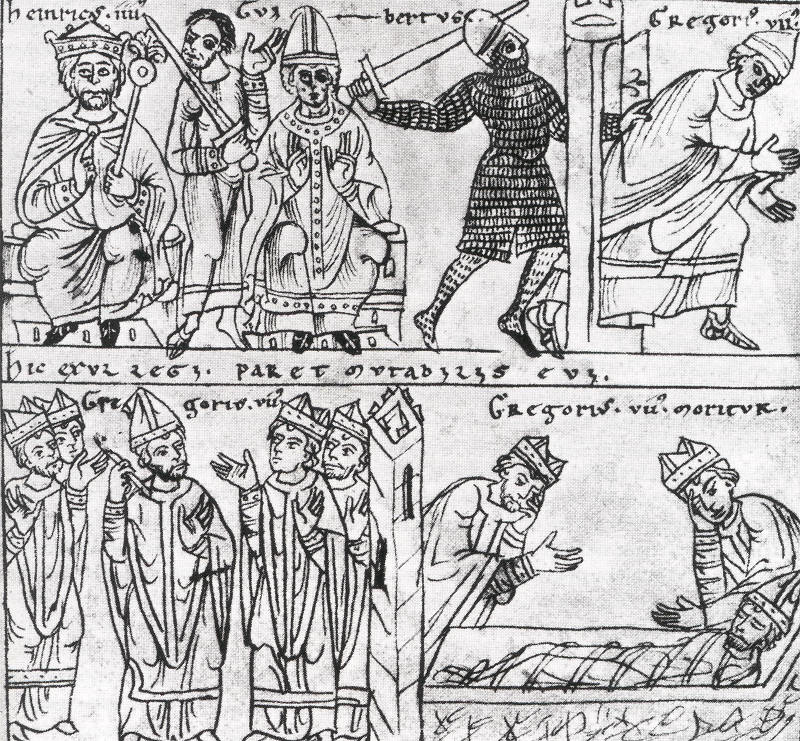
L'antipapa Clemente III (al centro) con l'imperatore Enrico IV. Morte di Gregorio VII.

Dopo alcuni mesi di assedio e di trattative infruttuose, Gregorio VII mandò a chiamare in soccorso Roberto d'Altavilla, Duca di Puglia e Calabria. Avutane notizia, l'antipapa Clemente III ed Enrico IV si allontanarono da Roma. Giunti a Roma, i Normanni, dopo un breve assedio, liberarono papa Gregorio per poi darsi ad una devastazione dell'Urbe rendendosi responsabili di saccheggi e distruzioni peggiori di quelle del sacco goto del 410 e di quello lanzichenecco del 1527. Ugo di Flavigny, raccontando quegli eventi, parlò di grandi misfatti, stupri e violenze, compiuti nei confronti di colpevoli ed innocenti.
La catastrofe che si era abbattuta sulla Città eterna fu il colpo definitivo che affossò definitivamente il legame tra Gregorio VII e Roma. Agli occhi dei romani egli non rappresentava altro se non l'uomo che aveva attirato una serie di sventure su di loro. Gregorio capì che quando le truppe normanne fossero ritornate nei loro territori, i romani avrebbero ordito la loro vendetta contro di lui. Decise quindi, nel giugno del 1084, di lasciare Roma al seguito delle truppe dell'Altavilla e di partire verso il Mezzogiorno. Roma era stata lasciata sguarnita: fu facile per Clemente III, in attesa dello sviluppo degli eventi, riprendere possesso della città.

## Esilio a Salerno e gli ultimi anni
(Lupo, Annales Lupi Protospatharii, 215)
Gregorio VII trascorse gli ultimi anni della sua vita a Salerno, città facente parte dei dominii di Roberto d'Altavilla. Consacrò la Cattedrale e verso la fine dell'anno convocò il suo ultimo concilio, in cui rinnovò la scomunica contro Enrico IV e Clemente III.

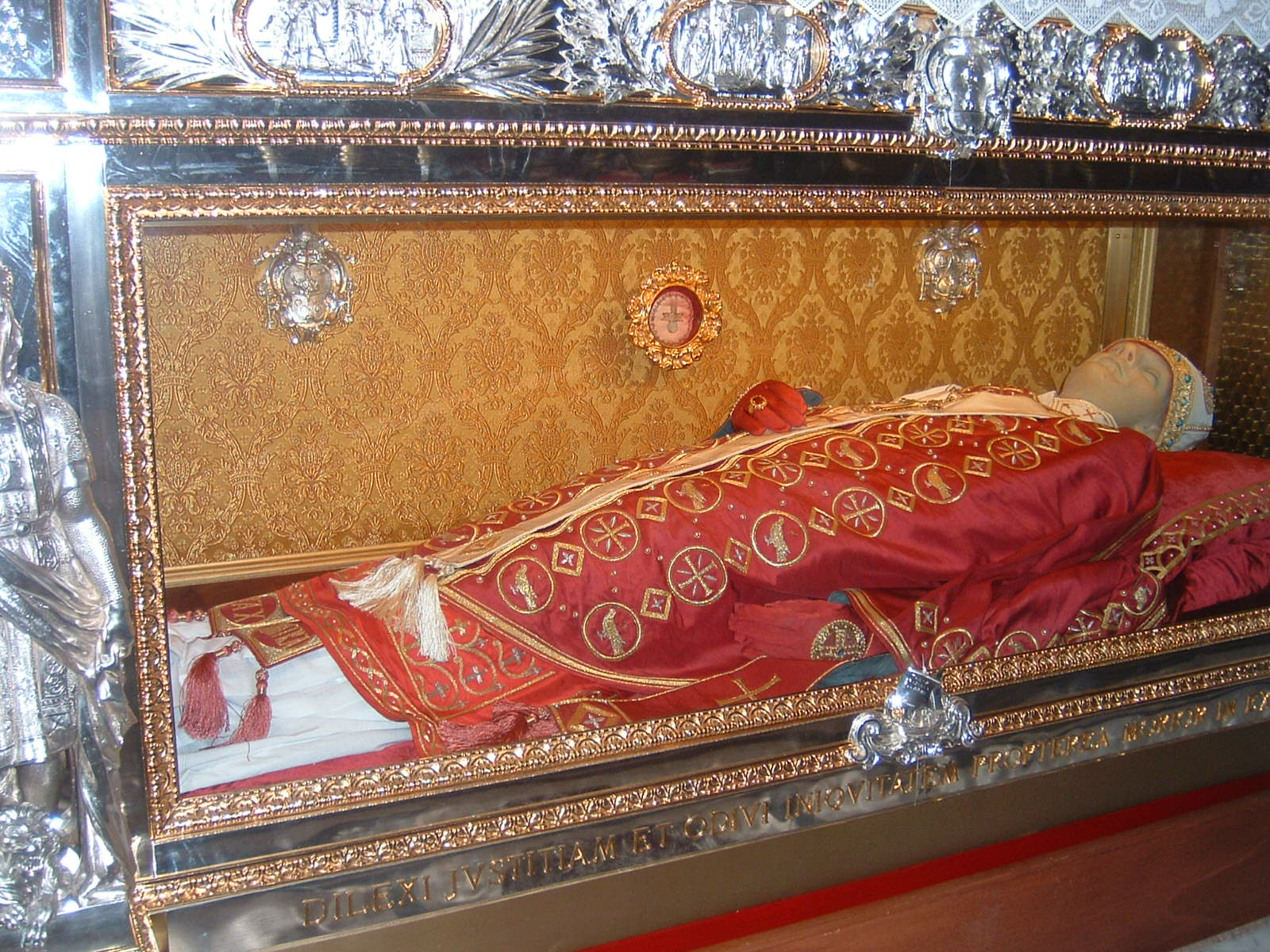
Urna di Gregorio VII nella Cattedrale di Salerno; il sarcofago originario romanico è stato sostituito con una moderna teca d'argento, con l'epitaffio latino inciso nella fascia inferiore.

## Morte e sepoltura
Il 25 maggio 1085 Gregorio morì a seguito di una malattia che lo aveva colpito all'inizio dell'anno. Fu sepolto in abito pontificale in un sarcofago romano del III secolo. I Romani e diversi dei suoi più fidati sostenitori lo avevano abbandonato e i suoi fedeli in Germania si erano ridotti a un piccolo numero. Sulla sua tomba fu scolpita la frase Dilexi justitiam et odivi iniquitatem propterea morior in exilio («Ho amato la giustizia e ho odiato l'iniquità: perciò muoio in esilio») che la tradizione vuole che egli stesso avesse pronunciato in punto di morte.

## Culto

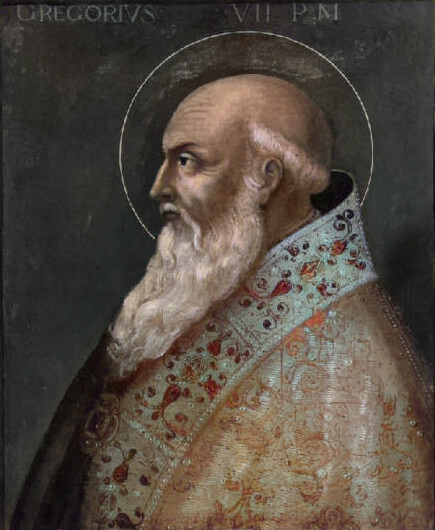
Ritratto di San Gregorio VII (XVII secolo).

Fu canonizzato nel 1606 da papa Paolo V mentre la memoria liturgica venne fissata da papa Benedetto XIII il 25 maggio.
Nel 1954, per volere di papa Pio XII il suo corpo fu dapprima trasportato per pochi giorni a Roma per essere esposto al pubblico e poi fu risistemato nella Cattedrale salernitana in una teca d'argento, dove si trova tuttora. Nel 1985 il suo corpo è stato oggetto di una ricognizione canonica, con esame dei suoi resti ossei, che ha anticipato la sua nascita al 1010-1015 e che ha permesso uno studio antropologico e paleopatologico completo effettuato dal paleopatologo Gino Fornaciari dell'Università di Pisa.

## Impatto della "riforma gregoriana"

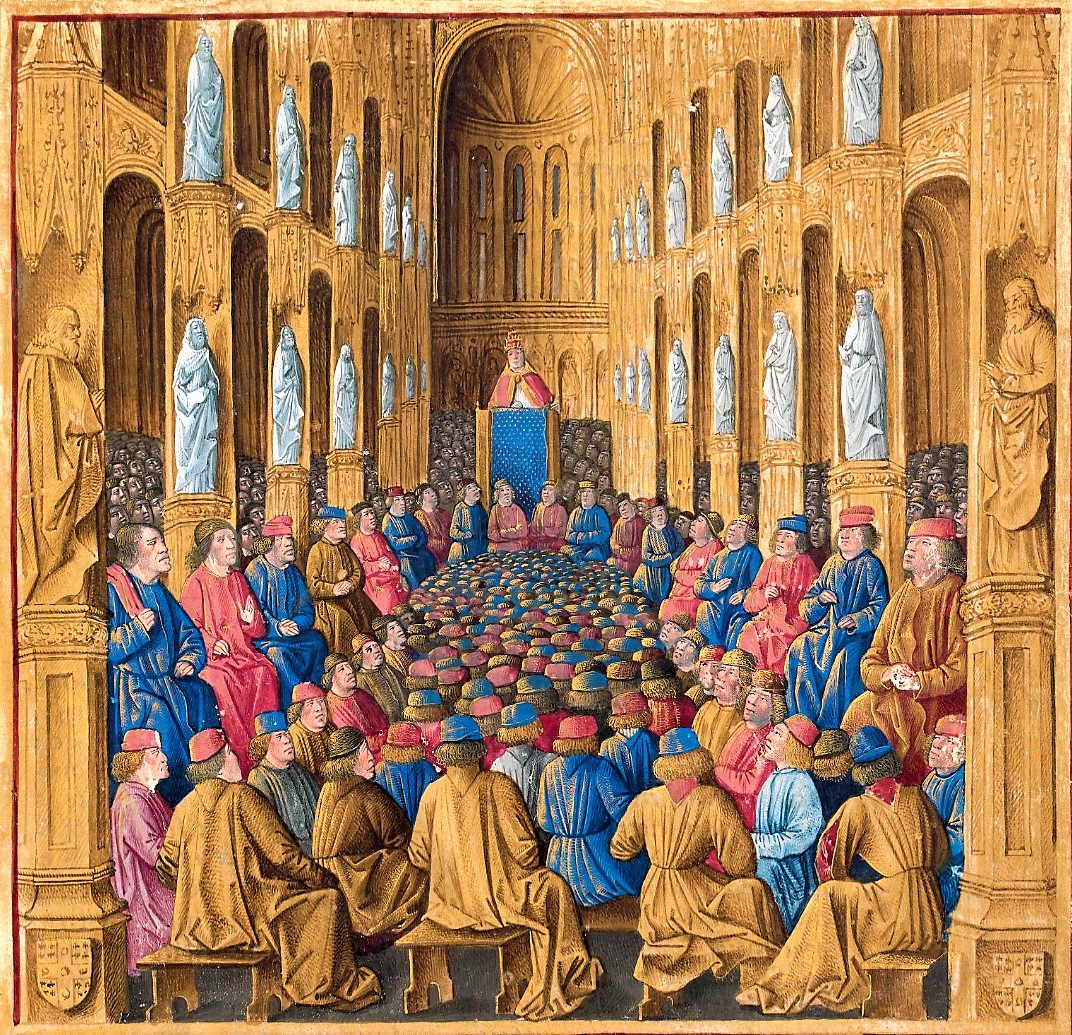
Papa Urbano II predica la prima crociata durante il concilio di Clermont. Alla fine dell'XI secolo la potenza della Chiesa era cresciuta tanto che arrivò a dirigere la politica occidentale come quando dette impulso al fenomeno delle crociate.

Nonostante la sconfitta finale di Gregorio, la cosiddetta "riforma gregoriana" e la lotta per le investiture accrebbero notevolmente il potere del papato che non fu più assoggettato all'imperatore arrivando a conquistare quella "libertas ecclesiae" rivendicata da tempo. Durante il suo pontificato «si affermò con un'evidenza senza precedenti il concetto dell'assoluto primato del papa di Roma nell'ambito della chiesa» tanto che la struttura organizzativa ecclesiastica mutò da un modello orizzontale ad un modello piramidale con il pontefice «unico e indiscusso vertice». Inoltre, la Santa Sede si trovò a capo di stati vassalli, debitori di un tributo annuale, composti principalmente dai principati normanni dell'Italia meridionale, della marca di Spagna nel sud della Francia e dai principati situati a est nelle regioni delle coste dalmate, in Ungheria e in Polonia. Anche il potente ordine cluniacense si rafforzò ulteriormente e, nel contempo, nacquero nuovi ordini come i camaldolesi, i certosini e i cistercensi, tutti sostenitori della riforma e del papato.
Il potere politico ed economico di questi ordini monastici, in particolare quello cluniacense prima e cistercense poi, fu tale che finirà per influenzare direttamente le decisioni dei principi. Al suo apice, la chiesa arrivò a dirigere la politica sociale dell'Occidente cristiano, di cui l'inizio delle crociate è un chiaro esempio. Tuttavia, nel rispetto della tradizionale divisione cristiana tra Cesare e Dio, si arrivò alla condivisione del potere tra papato e autorità secolari. D'altra parte, la sostenuta crescita economica di cui l'occidente fu protagonista non tardò a far emergere una classe borghese che andò gradualmente ad affermarsi come una nuova forza all'interno del sistema tripartitico tipico della società feudale, prima composto solo da clero, nobiltà e popolo. La crisi del potere imperiale, che perdurò a lungo fino all'avvento di imperatori autoritari come Federico Barbarossa, contribuì, secondo molti storici, alla nascita degli stati nazionali e, nell'Italia settentrionale, dei comuni medievali. Infine, è stato sottolineato anche come la riforma gregoriana, e in più in generale la riforma dell'XI secolo, abbia dato un apporto al fenomeno noto come il "rinascimento del XII secolo".

## Gregorio e la sua "crociata"
Dalla metà dell'XI secolo, prese forma un pensiero gregoriano di riconquista e liberazione cristiana della Chiesa cattolica. Già nel 1074 Gregorio VII aveva concepito un progetto di crociata, articolato come una risposta all'espansione islamica. Infatti, in seguito alla disfatta delle truppe bizantine nella battaglia di Manzicerta del 1071 ad opera dei turchi selgiuchidi, l'Impero bizantino aveva perso gran parte della Siria lasciando una porta aperta al popolo musulmano verso l'Anatolia.
Di fronte a questa situazione, Gregorio vide questo progresso dei turchi a discapito della cristianità orientale «il segno dell'azione del diavolo» deciso a distruggere la cristianità, devastandola dall'interno con l'eresia e la corruzione degli ecclesiastici. Questa demonizzazione dei "saraceni" da parte degli ecclesiastici cristiani fu il frutto di una costruzione retorica avversa all'Islam esistente fin dai suoi inizi e di cui Isidoro di Siviglia e l'Apocalisse di Pseudo-Metodio sono considerati i precursori.
In reazione a questi fatti, papa Gregorio arrivò al punto di considerare di condurre di persona a Gerusalemme un esercito in aiuto dei cristiani d'Oriente. In questa prospettiva egli scrisse, il 12 febbraio 1074, a più principi affinché si mettessero «al servizio di San Pietro» offrendogli l'assistenza militare che gli dovevano e che gli avevano promesso. Il 1º marzo successivo tornò su questo progetto con una lettera destinata a «tutti coloro che vogliono difendere la fede cristiana». Il 7 dicembre dello stesso anno, Gregorio ribadì le sue intenzioni in una lettera a Enrico IV, in cui rievocò le sofferenze dei cristiani informando l'imperatore che era pronto a recarsi di persona al Santo Sepolcro a Gerusalemme alla testa di un esercito di 50 000 uomini. Una settimana dopo, si rivolse nuovamente a tutti i suoi fedeli per esortarli a recarsi in aiuto dei cristiani d'Oriente a combattere gli infedeli. Infine, in una lettera del 22 gennaio 1075, Gregorio espresse il suo profondo scoraggiamento a Ugo di Cluny deplorando tutte le "disgrazie" che stavano travolgendo la Chiesa: lo scisma greco in Oriente, l'eresia e la simonia in Occidente, l'ondata turca nel Vicino Oriente e, infine, l'inerzia dei principi europei davanti a tutto questo.
Questo progetto di "crociata" non fu mai realizzato quando Gregorio VII era in vita; infatti le idee della guerra santa non avevano ancora convinto unanimemente i cristiani d'Occidente, ma furono poi riprese più tardi da papa Urbano II che, in occasione del concilio di Clermont del 1095, dette impulso a quella che sarà conosciuta come la prima crociata.

## Relazioni con i regni cristiani
Sebbene già dalla metà del IX secolo l'orizzonte geografico del papato si fosse allargato a ben oltre Roma, il pontificato di Gregorio VII è ricordato anche per gli intensi e complessi rapporti intrapresi con i regnanti d'Europa; la sua corrispondenza giunse in Boemia, in Polonia e nella Rus' di Kiev. Scrisse in termini amichevoli al re musulmano della Mauritania e cercò senza successo di portare la Chiesa armena in comunione con Roma. Gregorio VII, tuttavia, non viaggiò molto durante il suo pontificato, preferendo affidarsi a legati pontifici di sua fiducia, quali Ugo di Cluny, Ugo di Die e Amato d'Oleron, a cui conferì ampissime deleghe nelle loro missioni.
Gregorio fu particolarmente interessato alle Chiese ortodosse orientali. Lo scisma tra Roma e la Chiesa bizantina fu per lui un duro colpo e lavorò lungamente per ripristinare le precedenti relazioni fraterne mantenendo i contatti con l'imperatore Michele VII. Quando la notizia dell'attacco arabo ai cristiani d'oriente giunse a Roma e l'imbarazzo politico dell'imperatore bizantino aumentò, Gregorio concepì il progetto di una grande spedizione militare ed esortò i fedeli a partecipare alla riconquista della Basilica del Santo Sepolcro.
Nelle relazioni con gli altri stati europei, l'intervento di Gregorio risultò molto più moderato rispetto alla sua politica nei confronti dei prìncipi tedeschi. Lo scontro con il Sacro romano impero da un lato gli lasciò poche energie per affrontare simultaneamente scontri analoghi e dall'altro ebbe caratteristiche particolari, fra cui la pretesa imperiale di eleggere e deporre papi. Anche Filippo I di Francia, con la sua pratica della simonia e la violenza delle sue azioni contro la Chiesa, provocò una minaccia di misure punitive: scomunica, deposizione e interdizione apparvero imminenti nel 1074. Gregorio, comunque, evitò di tradurre le minacce in azioni, anche se l'atteggiamento del re non mostrò alcun cambiamento.
In Inghilterra, Guglielmo il Conquistatore ottenne anch'egli dei benefici da questo stato di cose. Si sentì così al sicuro da interferire in modo autocratico con la gestione della Chiesa, vietando ai vescovi di recarsi a Roma, effettuando nomine di vescovi e abati e rimanendo imperturbabile quando il papa gli tenne una lezione sulle proprie opinioni circa le relazioni tra Stato e Chiesa, o quando gli proibì il commercio o gli ordinò di riconoscersi come vassallo della Sede apostolica. Gregorio non aveva potere per costringere il re inglese a una modifica delle sue politiche ecclesiastiche, scelse quindi di ignorare ciò che non poteva approvare, e trovò addirittura opportuno rassicurarlo del suo affetto paterno.

## Concistori per la creazione di nuovi cardinali
Papa Gregorio VII durante il suo pontificato creò 31 cardinali nel corso di nove distinti concistori.

## Successione apostolica
La successione apostolica di Gregorio VII è:
- Cardinale Anselmo di Lucca (1073)
- Arcivescovo Ugo di Die (1074)
- Vescovo Bernardo Guillén (1076)
- Cardinale Bruno di Segni, O.S.B.Cas. (1080)
- Vescovo Ugo di Grenoble (1080)
- Vescovo Didier (1082)
- Vescovo Bernardo (1083)

### Esplicative
1. 1 2 3 4  Non vi sono certezze sull'anno di nascita di Ildebrando; tradizionalmente si è ritenuto che potesse essere nato tra il 1025 e il 1030 (In  Gregorio VII, santo, in Dizionario di storia, Roma, Istituto dell'Enciclopedia Italiana, 2010.), successivi studi antropologici e paleopatologici hanno proposto un'anticipazione di oltre un decennio (In  Gregòrio VII papa, santo, in Treccani.it – Enciclopedie on line, Roma, Istituto dell'Enciclopedia Italiana. Vedi anche  Gino Fornaciari e Francesco Mallegni, La Ricognizione canonica dei resti scheletrici di S. Gregorio VII, in Studi Gregoriani, XIII, 1989,  pp. 402-403.)
2. ↑  Per la tradizione popolare locale appartenne alla famiglia degli Aldobrandeschi, o secondo taluni, agli Aldobrandini, ma non esistono fonti storiche a sostegno di questa tesi. In Trama, 1887, pp. 1-2.
3. ↑  «Egli comprese ch'era giunto il momento di portare a fondo l'attacco. Nel 1075 vietò a tutti i laici, pena la scomunica, d'investire un qualunque ecclesiastico. Poi formulò, in 27 proposizioni stringate, il Dictatus papae, la sua concezione secondo la quale il pontefice aveva in terra potere assoluto ed era in grado di deporre gli stessi sovrani laici». In Cardini e Montesano, 2006, p. 195.
4. ↑  In una lettera all'imperatore, papa Gelasio I, affermò che «due sono, o imperatore augusto, i princìpi dai quali il mondo è retto, la sacra auctoritatis dei pontefici e la pubblica potestas regale.» In Cantarella, 2005, p. 11.
5. ↑  L'investitura di Roberto il Guiscardo avvenne con queste parole: «Io, papa Gregorio, investo te, dica Roberto, della terra che ti hanno concesso i mei antecessori di santa memri Niccolò e Alessandro [...] onde d'ora in poi ti porti, in onore di Dio e di san Pietro, in modo tale che si confaccia a te di agire e a me di ricevere senza pericolo per l'anima tua e per la mia». In Cantarella, 2005, p. 233.
6. ↑  Guido da Ferrara scrisse: «Offeso da questi oltraggi, il popolo romano concepì un odio inesorabile nei confronti di Ildebrando, e riversò tutto il proprio favore su Enrico, legandosi a lui con tali vincoli d'affetto che per il sovrano l'offesa subita dai Romani divenne più importante di centomila monete d'oro». In Cantarella, 2005, p. 285.
7. ↑  Forse l'aggravamento di un disturbo agli arti inferiori che accusava da anni che, grazie alla ricognizione cadaverica effettuata nel 1985, si può supporre che fosse di origine vascolare con flebiti acute. In Cantarella, 2005, p. 288.

### Bibliografiche
1. 1 2 3 4 5 6 7   Gregorio VII papa, santo, in Enciclopedia Italiana, Roma, Istituto dell'Enciclopedia Italiana.
2. ↑  Golinelli, 2004, pp. 129-130.
3. ↑  Golinelli, 2004, p. 112.
4. ↑  Golinelli, 2004, p. 122.
5. ↑  Golinelli, 2004, pp. 113, 125-126, 183-185.
6. 1 2  Milza, 2005, p. 209.
7. ↑  (FR) Le pape Grégoire VII, in La Grande encyclopédie : inventaire raisonné des sciences, des lettres et des arts par une société de savants et de gens de lettres, Parigi, Société anonyme de La Grande encyclopédie, 1885-1902. URL consultato il 20 settembre 2022 (archiviato il 14 marzo 2022).
8. ↑  Trama, 1887, pp. 1-2.
9. ↑  Blumenthal, 1990, pp. 23-30.
10. ↑  D'Acunto, 2020, pp. 31-41.
11. ↑  Blumenthal, 1990, p. 162.
12. 1 2 3  Blumenthal, 1990, p. 163.
13. ↑   Sutri, in Treccani.it – Enciclopedie on line, Roma, Istituto dell'Enciclopedia Italiana..
14. 1 2  Duffy, 2001, p. 151.
15. ↑  D'Acunto, 2020, pp. 47-48.
16. 1 2  Balard, Genet e Rouche, 2003, p. 176.
17. ↑  Chélin, 1991, pp. 253-254.
18. ↑  Rapp, 2000, p. 134.
19. ↑  D'Acunto, 2020, pp. 79-80.
20. 1 2  Blumenthal, 1990, p. 164.
21. ↑  D'Acunto, 2020, pp. 81-82.
22. ↑  Congar, 1997, p. 98.
23. ↑  D'Acunto, 2020, p. 82.
24. ↑  Blumenthal, 1990, pp. 164-165.
25. ↑  Rapp, 2011, p. 131.
26. ↑  Fliche, 1950, pp. 75-77.
27. ↑  Duffy, 2001, pp. 151-152.
28. ↑  Montanari, 2006, p. 139.
29. ↑  G. B. Borino, Perché Gregorio VII non annunciò la sua elezione a Enrico IV e non ne richiese il consenso, in "Studi Gregoriani" 5, 1956, pp. 319-320.
30. ↑  Duffy, 2001, pp. 151-153.
31. 1 2 3 4  Fargues, 1934, Tomo III.
32. ↑  D'Acunto, 2020, pp. 72-73.
33. ↑  Mayeur et al., 1995, p. 70.
34. ↑  Montanari, 2006, p. 140.
35. ↑   Enrico IV imperatore, in Treccani.it – Enciclopedie on line, Roma, Istituto dell'Enciclopedia Italiana.
36. ↑  Salvatorelli, 1940, p. 89.
37. ↑  Cantarella, 2005, p. 144.
38. 1 2  Duffy, 2001, p. 154.
39. ↑  Cantarella, 2005, pp. 147-148.
40. ↑  Rovan, 1994, p. 119.
41. ↑  Azzara, 2006, pp. 56, 58-59.
42. ↑  Stiegemann e Wemhoff, 2006, p. 72.
43. 1 2  Cantarella, 2005, p. 148.
44. ↑  Mayeur et al., 1995, p. 121.
45. ↑  Barbero e Frugoni, 2001, p. 99.
46. ↑  Fink, 1987, pp. 41-42.
47. ↑  Barbero e Frugoni, 2001, p. 100.
48. ↑  Ascheri, 2007, pp. 84-85.
49. 1 2 3 4  Salvatorelli, 1940, p. 94.
50. ↑  Rendina, 1983, pp. 316-322.
51. ↑  Cantarella, 2005, pp. 143-144.
52. ↑  Cantarella, 2005, p. 11.
53. ↑  Azzara, 2006, p. 58.
54. ↑  Barbero e Frugoni, 2001, pp. 212-213.
55. ↑  Duffy, 2001, pp. 152-153.
56. ↑  Salvatorelli, 1940, p. 90.
57. ↑  Salvatorelli, 1940, p. 91.
58. ↑  Cantarella, 2005, pp. 150-151.
59. 1 2   Ugo di Remiremont, detto Candido o de Caldario, in Treccani.it – Enciclopedie on line, Roma, Istituto dell'Enciclopedia Italiana.
60. ↑  Cantarella, 2005, pp. 138-139.
61. 1 2  Cantarella, 2005, p. 139.
62. ↑  Salvatorelli, 1940, p. 92.
63. ↑  Azzara, 2006, p. 59.
64. ↑  Blumenthal, 1990, p. 169.
65. ↑  Cantarella, 2005, pp. 156-157.
66. 1 2  D'Acunto, 2020, p. 134.
67. ↑  Cantarella, 2005, pp. 164-166.
68. ↑  (EN) Medieval Sourcebook: Henry IV: Letter to Gregory VII, 24 gennaio 1076, su sourcebooks.fordham.edu, Fordham University. URL consultato il 20 settembre 2022 (archiviato il 7 luglio 2022).
69. ↑  Cantarella, 2005, pp. 160-161.
70. 1 2  Salvatorelli, 1940, p. 95.
71. 1 2  Blumenthal, 1990, pp. 170-171.
72. 1 2 3  Cantarella, 2005, pp. 167-168.
73. ↑  Blumenthal, 1990, p. 171.
74. ↑  Blumenthal, 1990, pp. 172-173.
75. ↑  Salvatorelli, 1940, p. 97.
76. 1 2  Cantarella, 2005, pp. 170-173.
77. ↑  Duffy, 2001, p. 156.
78. ↑  Rapp, 2000, p. 141.
79. ↑  Cantarella, 2005, p. 185.
80. ↑  Cantarella, 2005, pp. 189-192.
81. ↑  Cantarella, 2005, pp. 201, 213-214.
82. ↑  Cantarella, 2005, pp. 216-218.
83. ↑  Cantarella, 2005, pp. 226-228.
84. ↑  Duffy, 2001, p. 157.
85. ↑  Blumenthal, 1990, pp. 173-174.
86. ↑  Cantarella, 2005, pp. 232-235.
87. ↑  Salvatorelli, 1940, p. 103.
88. ↑  Salvatorelli, 1940, p. 104.
89. ↑  Salvatorelli, 1940, p. 105.
90. ↑   Enrico IV imperatore, in Enciclopedia Italiana, Roma, Istituto dell'Enciclopedia Italiana.
91. 1 2  Salvatorelli, 1940, p. 107.
92. ↑  Cantarella, 2005, p. 283.
93. ↑  Cantarella, 2005, pp. 280-284.
94. ↑  Cantarella, 2005, p. 284.
95. ↑  Cantarella, 2005, p. 285.
96. 1 2  Duffy, 2001, pp. 157-158.
97. 1 2 3 4 5   Gregorio VII, santo, in Enciclopedia dei Papi, Roma, Istituto dell'Enciclopedia Italiana, 2000.
98. ↑  (EN) W. J. Churchill, The "Annales barenses" and the "Annales Lupi Protospatharii": Critical Edition and Commentary, su billchurchill.com, University of Toronto,  p. 374. URL consultato il 20 settembre 2022 (archiviato il 24 ottobre 2021).
99. ↑  Salvatorelli, 1940, p. 108.
100. ↑  Cantarella, 2005, pp. 288-289.
101. ↑   Gino Fornaciari e Francesco Mallegni, La Ricognizione canonica dei resti scheletrici di S. Gregorio VII, in Studi Gregoriani, XIII, 1989,  pp. 402-403.
102. ↑   Gino Fornaciari, Francesco Mallegni e Claudia Vultaggio, Il regime di vita e il quadro fisio-clinico di Gregorio VII, in Rassegna Storica Salernitana, 1985, II, 1, pp. 31-90.
103. ↑  Azzara, 2006, p. 57.
104. ↑  Fink, 1987, pp. 43-44.
105. ↑  Congar, 1997, p. 107.
106. ↑  D'Acunto, 2020, pp. 169-171.
107. ↑  D'Acunto, 2020, pp. 12, 76.
108. ↑  Verger, 1997, pp. 52-56.
109. ↑  Montanari, 2006, pp. 138-141.
110. ↑  Flori, 2002, p. 231.
111. 1 2  Cantarella, 2005, p. 34.
112. ↑  Flori, 2002, p. 232.
113. ↑  Tolan, 2003, p. 54.
114. ↑  Flori, 2002, pp. 233-234.
115. ↑  Golinelli, 2004, p. 150.
116. ↑  Blumenthal, 1990, pp. 207-210.
117. ↑  Blumenthal, 1990, pp. 196-201.
118. ↑  (EN) Salvador Miranda, Gregory VII (1073-1085), su fiu.edu – The Cardinals of the Holy Roman Church, Florida International University.
119. ↑  (EN) Pope Gregory VII, su catholic-hierarchy.org, Catholic hierarchy. URL consultato il 20 settembre 2022 (archiviato il 2 giugno 2022).